# ハレ・ヘンデル音楽祭

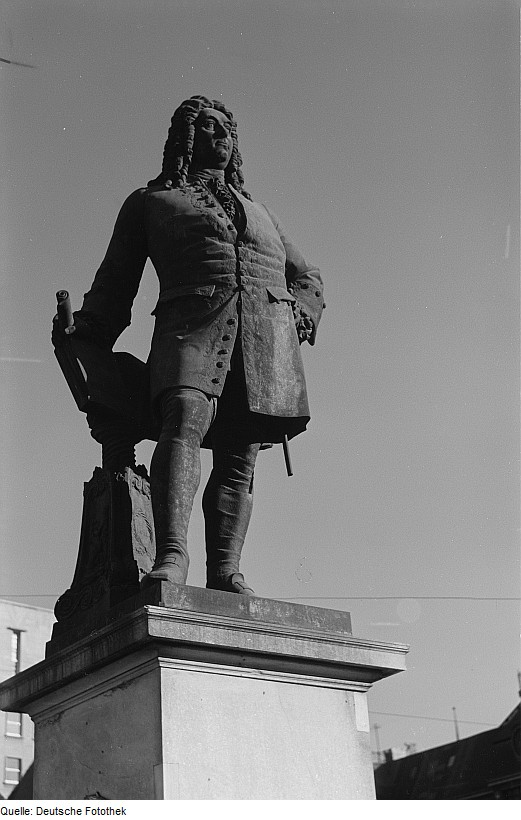
ハレにあるヘンデル像

ハレ・ヘンデル音楽祭（ドイツ語: Händel-Festspiele Halle）は、ドイツのハレ (ザーレ) で開催される音楽祭。ハレはゲオルク・フリードリヒ・ヘンデルの出身地である。

## 歴史
1922年に第1回の音楽祭が開催された。この時のプログラムはオラトリオ『セメレ』『スザンナ』、オペラ『オルランド』（ハンス・ヨアヒム・モーザー編曲）、そして16～18世紀のヘンデルとハレの作曲家たちの小曲であった。その後1925年にヘンデル協会が設立され、1929年に第2回音楽祭が開催された。ヘンデルの生誕250年にあたる1935年にはナチスによって「帝国ヘンデル記念祭」として第3回音楽祭が開催された。戦後になるとハレ・ヘンデル協会が設立され、州立劇場、プロテスタント教会音楽アカデミー、音楽大学と協力して1948年に第4回音楽祭を開催した。1952年からマルティン・ルター大学ハレ・ヴィッテンベルクの協力のもと毎年開催されるようになった。なお現在ではヘンデルハウスが音楽祭を主催している。また1956年からヘンデル音楽賞が設けられ、1993年から恒例化した。
ハレ歌劇場では最低1つはヘンデルのオペラが上演され、その他にゲーテ劇場も演奏会場として使用される。1993年にはピリオド楽器使用のヘンデル音楽祭管弦楽団が創設された。またヘンデルに加えてザクセン＝アンハルト出身のヘンデルと親しかった作曲家たちの曲も取り上げられる。
1922年以来、音楽祭はヘンデル研究と演奏の中心地となり、ヘンデルの42のオペラのうち34が100回以上上演されるなど、音楽祭によって再び日の目を見ることになった曲も多い。

## 文献
- Karin Zauft: Händel und die Händel-Festspiele in Halle, German/English, Mitteldeutscher Verlag, Halle 2001